# Beatriz Alfonso Nogue
Beatriz Alfonso Nogue (Santa Coloma de Gramanet; 7 de mayo de 1968-Santa Coloma de Gramanet; 30 de diciembre de 2019) fue una maestra ajedrecista española.

## Resultados destacados en competición
Fue campeona de España en 1990 en Benasque, Huesca. Fue tres veces campeona femenina de Cataluña de ajedrez, en 1990, 1996 y 2012, y resultó subcampeona en tres ocasiones en 1986, 1989 y 1995. Subcampeona en el Internacional Cerrado de la Pobla de Lillet, 1991, imbatida detrás del MI Ochoa.
Participó representando a España en las Olimpíadas de ajedrez en una ocasión, en 1990 en Novi Sad.